# Kolahal, Chitradurga
Kolahal là một làng thuộc tehsil Chitradurga, huyện Chitradurga, bang Karnataka, Ấn Độ.